# 醮禮
醮礼，又稱醮醴、醮酒，是指東亞漢字文化圈一種於成人禮和婚礼進行的仪式，是尊者对卑者酌酒，卑者接受敬酒后饮尽，不需回敬。
傳統上男女举行成人禮和婚礼时，父母會给他们酌酒，子女喝後不需回敬。因此礼男子再娶或女子再嫁都称为改醮或再醮，后专指妇女再嫁。醮礼于先秦时期或更早原为婚礼前双方家长对新人进行说教的过程。自汉以降，婚礼由原来庄严肃穆变成欢悦喜庆，婚禮中的醮礼也随之演变成家长对新人酌酒以示祝福。